# Škrat Zguba in kameleon
Škrat Zguba in kameleon je trilogije knjig, ki jih je napisala Jelka Godec Schmidt. Prva pustolovščina škrata Zgube in kameleona je bila objavljena v reviji Ciciban leta 2001, vse nadaljnje pustolovščine pa so, skupaj z revijo, izhajale mesečno, do leta 2004.
Napis v prvi izdaji knjige Škrat Zguba in kameleon se glasi: »Kdo je škrat Zguba? To je tisti škrat, ki rad potuje. Žal na potovanjih vedno izgubi skoraj vse svoje reči, zato ga vsi kličejo kar Zguba. Kdo pa je kameleon? Kameleon je majhna, kuščarju podobna žival, ki spreminja barvo. Vedno je takšne barve, kot je njegova okolica, zato se lahko dobro skrije. Kameleon je najboljši škratov prijatelj in ga spremlja na vseh potovanjih.« 

## Vsebina pravljic
Škrat Zguba in kameleon sta dva junaka, s pomočjo katerih otroci na slikah, polnih zanimivostih, iščejo skrite predmete. Poleg tega jim kameleon vedno pripravi še kakšno zanimivo nalogo, kot je na primer barvanje skrite slike ali reševanje labirinta, nadaljevanje določenega zaporedja itd. Škrat in kameleon sta popotnika in tako v treh knjigah obiščeta marsikoga in marsikatero deželo. V prvi knjigi obiskujeta raznorazne poklice. Tako se znajdeta med ribiči, piskači, drvarji, okraševalci, klobučarji, sankači, slaščičarji, čistilci, slikarji itd. Na koncu se po mesecih popotovanj ponovno vrneta domov. 
V drugi knjigi jima prijatelji podarijo časovni stroj. Odpravita se na potovanje po preteklosti, s seboj pa vzameta še putko Brsko, ki naj bi jima nosila sveža jajca. Popotovanje pričnejo v pradavnini, nadaljujejo do piramid, do vikingov, renesančnega mesta, vse do pristanišča pred petdesetimi leti. 
Škrat Zguba se na koncu naveliča preteklosti in prijatelji iz tovarne letalnih naprav mu izdelajo ultra lahko letalo. Tako se v tretji knjigi s kameleonom podata na popotovanje po Evropi.

## Internetni viri
- Internetna stran: http://www.zupca.net/dnevna_soba/ilustratorji/jelka_godec_schmidt.htm, januar 2009
- Internetna stran: http://www.emka.si/, januar 2009
- Internetna stran: http://www.pil-on.net/ Arhivirano 2008-12-17 na Wayback Machine., januar 2009